# Лыщиково (Орехово-Зуевский район)
Лыщиково — деревня в Орехово-Зуевском муниципальном районе Московской области. Входит в состав сельского поселения Белавинское. Население — 2 чел. (2010).

## Расположение
Деревня Лыщиково расположена в восточной части Орехово-Зуевского района, примерно в 26 км к юго-востоку от города Орехово-Зуево. Высота над уровнем моря 135 м.

## История
На момент отмены крепостного права деревня принадлежала помещикам Ефремову, Леонтьеву и Рукину. После 1861 года деревня вошла в состав Старовской волости Егорьевского уезда. Приход находился в селе Ново-Покровское (ныне деревня Пашнево).
В 1926 году деревня входила в Дорофеевский сельсовет Красновской волости Егорьевского уезда.
До 2006 года Лыщиково входило в состав Белавинского сельского округа Орехово-Зуевского района.

## Население
В 1885 году в деревне проживало 508 человек, в 1905 году — 588 человек (292 мужчины, 296 женщин), в 1926 году — 510 человек (219 мужчин, 291 женщина). По переписи 2002 года — 16 человек (6 мужчин, 10 женщин).
| 1859 | 1868 | 1885 | 1905 | 1926 | 2002 | 2006 |
| ---- | ---- | ---- | ---- | ---- | ---- | ---- |
| 365  | ↘352 | ↗508 | ↗588 | ↘510 | ↘16  | ↘12  |
| 2010 |      |      |      |      |      |      |
| ↘2   |      |      |      |      |      |      |